# Barcita brunneoviridans
Barcita brunneoviridans là một loài bướm đêm trong họ Noctuidae.